# Spilosmylus lieftincki
Spilosmylus lieftincki är en insektsart som beskrevs av Tim R. New 1989. Spilosmylus lieftincki ingår i släktet Spilosmylus och familjen vattenrovsländor. Inga underarter finns listade i Catalogue of Life.